# Ilke Wyludda
Ilke Wyludda (* 28. März 1969 in Leipzig; † 1. Dezember 2024 in Halle (Saale)) war eine deutsche Diskuswerferin. Sie war Olympiasiegerin der Spiele 1996 in Atlanta.

## Karriere
Ilke Wyludda gehörte von den 1980er-Jahren bis zum Ende des 20. Jahrhunderts zur Weltspitze im Diskuswurf; bis zur deutschen Wiedervereinigung 1990 startete sie für die DDR.
Sie betrieb zunächst neben dem Diskuswurf auch das Kugelstoßen und gewann 1985 bei den Junioreneuropameisterschaften in Cottbus neben dem Titel im Diskuswurf auch die Silbermedaille im Kugelstoßen. Ihre 1986 aufgestellten Jugendbestleistungen (Kugel: 19,08 m, 9. August 1986 in Karl-Marx-Stadt; Diskus: 65,86 m, 1. August 1986 in Neubrandenburg) sind (Stand: Dezember 2024) gültige Jugendweltbestleistungen.
Später konzentrierte sie sich auf den Diskuswurf. In einem inoffiziellen Qualifikationswettkampf der DDR-Spitze erzielte sie mit 75,36 m die drittbeste je erzielte Weite (Stand: Saisonende 2015), verlor aber gegen die spätere Olympiasiegerin Martina Hellmann und verpasste damit auch die Olympiateilnahme in Seoul 1988. Ihre im gleichen Sommer erzielte Weite von 74,40 m (13. September 1988 in Ost-Berlin) ist (Stand: Dezember 2024) gültiger Juniorenweltrekord.
Ab 1989 bestimmte sie mit Siegen im Welt- und Europacup und bei den Europameisterschaften die Weltspitze mit. Nach einem Einbruch bei den Olympischen Spielen 1992 in Barcelona (Platz neun) und Verletzungen begann 1994 eine neue Erfolgsserie, die nach ihrem Olympiasieg 1996 durch eine neuerliche lange Verletzungspause beendet wurde, wodurch sie in der Saison 1997 ganz ausfiel. Danach gelang ihr ein Comeback, allerdings ohne Medaillenränge bei relevanten internationalen Wettbewerben.
Ilke Wyludda startete für den SV Halle (bis 1990 SC Chemie Halle), später für den LAC Chemnitz. Sie trainierte zunächst bei Siegfried Eichfeld, später bei Gerhard Böttcher. Sie war 1,84 m groß und wog in ihrer aktiven Zeit 97 kg. Nach ihrer Sportlerkarriere wurde sie Diplom-Sportlehrerin für Therapie-Rehabilitation und Behindertensport-Physiotherapeutin. Später absolvierte sie das Studium der Medizin, wurde Ärztin und arbeitete als Anästhesistin.
Am 9. Dezember 2010 musste sich Wyludda einer Amputation des rechten Unterschenkels unterziehen, nachdem sich eine offene Wunde durch Bakterien infiziert hatte und eine Sepsis entstanden war. 2020 wurde ihr der linke Unterschenkel amputiert.
2012 startete sie bei den Sommer-Paralympics 2012 in London in der Klasse F58. Sie erreichte im Diskuswurf Platz 9 (29,57 m, deutscher Rekord) und im Kugelstoßen Platz 5 mit deutlich verbessertem deutschen Rekord von 10,23 m. Im Jahr darauf startete sie in Lyon zu den Weltmeisterschaften und konnte ihre eigenen deutschen Rekorde auf 11,05 m im Kugelstoßen und 29,91 m im Diskuswurf verbessern. 2014 kam es zu einer Regeländerung im Wurf sitzend. Seitdem startete Wyludda in der Startklasse F57. Die Änderung erforderte viele Neuerungen im Bewegungsablauf. Bei den Europameisterschaften 2014 in Swansea gewann sie ihre ersten Medaillen im Behindertensport und erreichte mit 10,46 m im Kugelstoßen und 27,87 m im Diskuswurf zwei neue deutsche Rekorde.
Im Rahmen der Gala der Deutschen Sporthilfe zur Auszeichnung des Juniorsportlers des Jahres am 14. Oktober 2017 in Köln wurde Wyludda zu ihrem Karriereende verabschiedet.
Ilke Wyludda starb am 1. Dezember 2024 im Alter von 55 Jahren in Halle (Saale) an den Folgen einer schweren Krankheit.

## Erfolge
(Teilnahme im Diskuswurf, sofern nicht anders angegeben)
- 1985, Junioreneuropameisterschaften: Platz 1 im Diskuswurf (57,38 m), Platz 2 im Kugelstoßen (18,11 m)
- 1986, Juniorenweltmeisterschaften: Platz 1 (64,02 m)
- 1987, Weltmeisterschaften: Platz 4 (68,20 m); Junioreneuropameisterschaften: Platz 1 im Kugelstoßen (19,45 m), Platz 1 im Diskuswurf (70,58 m)
- 1988, Juniorenweltmeisterschaften: Platz 1 (68,24 m)
- 1989, Welt- und Europacupfinale: jeweils Platz 1 (Weltcup: 71,54 m; Europacup: 73,04 m)
- 1990, Europameisterschaften: Platz 1 (66,80 – 67,62 – 65,50 – 66,44 – 65,68 – 68,46 m)
- 1991, Weltmeisterschaften: Platz 2; Europacupfinale: Platz 1 (68,82 m)
- 1992, Olympische Spiele: Platz 9
- 1993, Weltmeisterschaften: Platz 11
- 1994, Europameisterschaften: Platz 1; Weltcup-Finale: Platz 1 (65,30 m), Europacup-Finale: Platz 1 (68,36 m)
- 1995, Weltmeisterschaften: Platz 2, Europacup-Finale: Platz 2 (66,04 m)
- 1996, Olympische Spiele: Platz 1 (69,66); Europacupfinale: Platz 1 (65,66 m)
- 1998, Europameisterschaften: Platz 6
- 2000, Olympische Spiele: Platz 7 (63,16 m); Europacup-Finale: Platz 1 (62,45 m)